# Сапожников, Михаил Александрович
Михаил Александрович Сапожников (1920—1979) — полковник Советской Армии, участник Великой Отечественной войны, Герой Советского Союза (1944).

## Биография
Родился 23 ноября 1920 года в городе Верхняя Тура (ныне — Свердловская область). С раннего возраста вместе с семьёй проживал в Чебоксарах, окончил там семь классов школы, занимался в аэроклубе. 
В июне 1940 года был призван на службу в Рабоче-крестьянскую Красную Армию. В 1941 году окончил Энгельсскую военную авиационную школу пилотов. С октября этого же года — на фронтах Великой Отечественной войны.
Летом 1942 года во время боев около станицы Вертячей восточней Сталинграда попал в плен и через неделю сбежал, уничтожив гранатами пулеметный расчет гитлеровцев.
К ноябрю 1943 года гвардии младший лейтенант Михаил Сапожников был лётчиком 48-го гвардейского отдельного авиаполка дальней разведки Главного командования ВВС. К тому времени он совершил 113 боевых вылетов на воздушную разведку и аэрофотосъёмку важных объектов в глубоком вражеском тылу.
Указом Президиума Верховного Совета СССР «О присвоении звания Героя Советского Союза офицерскому составу военно-воздушных сил Красной Армии» от 4 февраля 1944 года за «образцовое выполнение боевых заданий командования на фронте борьбы с немецкими захватчиками и проявленные при этом отвагу и геройство» был удостоен высокого звания Героя Советского Союза с вручением ордена Ленина и медали «Золотая Звезда» за номером 2845.
После окончания войны продолжил службу в Советской Армии. В 1951 году окончил Высшие лётно-тактические курсы. В 1960 году уволен в запас в звании полковника. 
Проживал и работал в Чебоксарах. Умер 8 сентября 1979 года.

## Награждён
- Орден Ленина и медаль «Золотая Звезда»
- Орден Красного Знамени
- два ордена Красной Звезды,
- медали[1].

## Память
В его честь названа улица в Чебоксарах.